# Fresh Aire III
Fresh Aire III es el tercer álbum de estudio de la banda estadounidense de música neoclásica new age Mannheim Steamroller. Fue publicado el 1 de septiembre de 1979 a través de American Gramaphone. Cada uno de los primeros cuatro álbumes de Fresh Aire se basa en una estación del año; el tema de Fresh Aire III es el verano. El álbum fue certificado disco de oro el 13 de diciembre de 1989 por la Recording Industry Association of America (RIAA).

## Antecedentes
Mannheim Steamroller comenzó como un alias del productor discográfico y compositor Chip Davis. El nombre “Mannheim Steamroller” proviene de una técnica musical alemana del siglo XVIII, Mannheim roller (en alemán: Mannheimer Walze), un pasaje crescendo que tiene una línea melódica ascendente sobre una línea de bajo ostinato, popularizada por la escuela de composición de Mannheim.
Dado que ningún sello discográfico importante se encargaría de la distribución de Fresh Aire, Davis fundó su propio sello musical, American Gramaphone (un juego de palabras del sello discográfico clásico Deutsche Grammophon), para lanzar el álbum, que se publicó en enero de 1975 bajo el seudónimo de Mannheim Steamroller. Fresh Aire II se lanzó posteriormente en septiembre de 1977, y Fresh Aire III se lanzó en septiembre de 1979. Los primeros cuatro álbumes de Fresh Aire constituyeron una exploración de las cuatro estaciones del año, con Fresh Aire siendo primavera, Fresh Aire II siendo otoño, Fresh Aire III siendo verano, y Fresh Aire IV siendo invierno. Los cuatro álbumes mantuvieron la mezcla de música clásica barroca, jazz ligero y rock, y presentaron el trabajo virtuoso del teclado de Jackson Berkey. Davis y Berkey usaron cualquier instrumento que pareciera apropiado para la pieza, usando un piano de juguete en una pieza y un órgano de tubos completo en otra, con abundante intercalación de piano y clavicémbalo.

## Recepción de la crítica
Dave Connolly de AllMusic comentó: “Al igual que sus homónimos, Fresh Aire III es una serie de temas específicos de canciones (el ciclo de vida, el bosque) expresados dentro de un tema estacional más amplio (esta vez, el verano) [...] La incorporación de los sonidos de la naturaleza en «The Woods Is Alive», la escritura de música puesta en movimiento para «Mere Image», representan pasos graduales para Chip Davis como compositor. Mannheim Steamroller no estaba dispuesto a abandonar su estética Fresh Aire, pero logran avanzar dentro de esos parámetros musicales con cada álbum”.

## Lista de canciones
Todas las canciones escritas y compuestas por Chip Davis.
Lado uno
1. «Toccata» – 4:30
2. «Small Wooden Bach» – 2:42
3. «Amber» – 2:42
4. «Mere Imagine» – 6:46

Lado dos
1. «Morning» – 2:56
2. «Interlude 6» – 2:58
3. «The Cricket» – 2:36
4. «The Sky» – 5:02
5. «Midnight on a Full Moon» – 3:17

## Certificaciones y ventas
| País                  | Certificación | Ventas  |
| --------------------- | ------------- | ------- |
| Estados Unidos (RIAA) | Oro           | 500,000 |